# 納氏林鼠屬
納氏林鼠屬（学名：Nelsonia），哺乳綱、囓齒目、倉鼠科的一屬啮齿动物，而與納氏林鼠屬（納氏林鼠）同科的動物尚有林鼠屬（白喉林鼠）、火山鼠屬（火山鼠）、泳鼠屬（泳鼠）、鬃鼠屬（鬃鼠）等之數種哺乳動物。

## 下属物种
本属包括以下物种：
- Nelsonia goldmani Merriam, 1903
- 纳氏林鼠 Nelsonia neotomodon Merriam, 1897
- Nelsonia neototnodon Merriam, 1897